# Alectoris
Alectoris – rodzaj ptaków z podrodziny bażantów (Phasianinae) w rodzinie kurowatych (Phasianidae).

## Rozmieszczenie geograficzne
Rodzaj obejmuje gatunki występujące w Eurazji i północnej Afryce.

## Morfologia
Długość ciała 32–49 cm, rozpiętość skrzydeł 46–53 cm; masa ciała samców 445–850 g, samic 376–720 g.

## Systematyka

### Etymologia
- Alectoris (Alectornis): gr. αλεκτορις alektoris, αλεκτοριδος alektoridos ‘kura’, od αλεκτωρ alektōr, αλεκτορος alektoros ‘kogucik’[15].
- Caccabis: gr. κακκαβις kakkabis, κακκαβιδος kakkabidos ‘kuropatwa’[16]. Gatunek typowy: Perdix saxatilis[c] Bechstein, 1805.
- Rufipes: łac. rufus ‘czerwony, rudy’; pes, pedis ‘stopa’, od gr. πους pous, ποδος podos ‘stopa’[17]. Gatunek typowy: Rufipes vulgaris S.D.W., 1835 (= Tetrao rufus Linnaeus, 1758).
- Erythropus: gr. ερυθροπους eruthropous, ερυθροποδος euthropodos ‘czerwonostopy’, od ερυθρος eruthros ‘czerwony’; πους pous, ποδος podos ‘stopa’[18]. Gatunek typowy: Tetrao rufus Linnaeus, 1758.
- Chacura: nazwa Chukor oznaczająca w hindi góropatwę azjatycką[19]. Gatunek typowy: Perdix chukar J.E. Gray, 1830.
- Pyctes: gr. πυκτης puktēs ‘bokser, wojownik’[20]. Gatunek typowy: Gatunek typowy: Perdix chukar J.E. Gray, 1830.
- Palaeocryptonyx: gr. παλαιος palaios ‘stary, starożytny’; genus Cryptonyx Temminck, 1815 (bezszpon)[21]. Gatunek typowy: †Palaeocryptonyx donnezani Depéret, 1892.
- Pliogallus: gr. πλειων pleiōn ‘większy, jeszcze’, forma wyższa od πολυς polus ‘dużo’; rodzaj Gallus Linaneus, 1758 (kur)[22]. Gatunek typowy: †Ammoperdix coturnoides Tugarinov, 1940.
- Plioperdix: gr. πλειων pleiōn ‘większy, jeszcze’, forma wyższa od πολυς polus ‘dużo’; rodzaj Perdix Brisson, 1760 (kuropatwa)[23].
- Proalector: gr. προ pro ‘blisko’; αλεκτωρ alektōr, αλεκτορος alektoros ‘kogucik’[24]. Gatunek typowy: †Palaeortyx miocaena Gaillard, 1938 (= †Palaeortyx edwardsi Depéret, 1887).
- Lambrechtia: Kálmán Lambrecht (1889–1936), węgierski paleontolog, ornitolog i etnograf[25]. Gatunek typowy: †Francolinus (Lambrechtia) minor Jánossy, 1974 (= †Palaeortyx edwardsi Depéret, 1887).
- Chauvireria: Cécile Mourer-Chauviré (ur. 1939), francuska paleontolożka[26]. Gatunek typowy: †Chauvireria balcanica Boev, 1997.

### Podział systematyczny
Do rodzaju należą następujące gatunki:
- Alectoris barbara (Bonnaterre, 1790) – góropatwa berberyjska
- Alectoris melanocephala (Rüppell, 1835) – góropatwa arabska
- Alectoris rufa (Linnaeus, 1758) – góropatwa czerwona
- Alectoris graeca (Meisner, 1804) – góropatwa skalna
- Alectoris chukar (J.E. Gray, 1830) – góropatwa azjatycka
- Alectoris magna (Przevalski, 1876) – góropatwa chińska
- Alectoris philbyi P.R. Lowe, 1934 – góropatwa czarnogardła